# 275 Sapientia
A 275 Sapientia a Naprendszer kisbolygóövében található aszteroida. Johann Palisa fedezte fel 1888. április 15-én.